# Salanhac e Aivigas
Salanhac e Aivigas (en francès Salignac-Eyvigues) és un municipi francès situat al departament de la Dordonya i a la regió de la Nova Aquitània.

## Demografia
| 1962                                       | 1968 | 1975 | 1982 | 1990 | 1999  | 2007  |
| ------------------------------------------ | ---- | ---- | ---- | ---- | ----- | ----- |
| 942                                        | 888  | 863  | 942  | 964  | 1.007 | 1.128 |
| Des de 1962: població sense dobles comptes |      |      |      |      |       |       |

## Administració
| Període | Identitat          | Partit        |
| ------- | ------------------ | ------------- |
| 1995-   | Jean-Pierre Dubois | Divers droite |

## Agermanaments
- Saasenheim